# Leucaena esculenta
Leucaena esculenta är en ärtväxtart som först beskrevs av Dc., och fick sitt nu gällande namn av George Bentham. Leucaena esculenta ingår i släktet Leucaena och familjen ärtväxter. Inga underarter finns listade i Catalogue of Life.